# 楽嵩
楽 嵩（がく すう、生没年不詳）は、五胡十六国時代の前燕の人物。

## 生涯
前燕に仕え、散騎侍郎に任じられていた。
369年7月、皇帝慕容暐の使者として前秦に遣わされ、多くの金品と虎牢関から西の領域を割譲することを引き替えに救援を求めた。
中書侍郎に任じられた。
370年8月、慕容暐は散騎侍郎李鳳・黄門侍郎梁琛・中書侍郎楽嵩を召し出し、前秦軍の軍容と勝敗の如何について問うた。李鳳は前燕が軍の敵ではないと楽観論を述べた。一方、梁琛と楽嵩は「兵書に敵には計略を用いて、勝ちを得るものとあります。敵と戦わぬことは万全の道ではありません。晋の慶鄭は『秦軍は少ないとはいえ、士気は我らの倍であり、兵の多少は問うべきではない』と述べています。前秦軍は遠方から戦いを求めているのに、どうして戦わずに済むないことがありましょうか」と述べた。これを聞いた慕容暐は喜ばなかった。
これ以後の事績は、史書に記されていない。